# 브라운슈바이크뤼네부르크 선제후국
브라운슈바이크뤼네부르크 선제후국(독일어: Kurfürstentum Braunschweig-Lüneburg 쿠어퓌르스텐툼 브라운슈바이크뤼네부르크[*])은 신성 로마 제국의 9번째 선제후령이다. 벨프 가의 분가인 하노버 왕가의 지배를 받았기 때문에 비공식적으로 하노버 선제후국이라고 불리기도 한다. 브라운슈바이크뤼네부르크 공국과는 별개의 국가이다.
1692년 하노버 선제후국이 되었다. 1714년 하노버 선제후 게오르크 1세가 영국 왕 조지 1세로 즉위해 동군연합을 이루었다. 이는 빅토리아 여왕 즉위 전까지 계속되었다.
1803년 나폴레옹의 프랑스에 점령당하고 1806년 신성 로마 제국이 해체됨으로써 망하였으나, 1814년 빈 회의에서 재건이 결정되어 하노버 왕국으로 이어진다.